# Daykin
Daykin is een plaats (village) in de Amerikaanse staat Nebraska, en valt bestuurlijk gezien onder Jefferson County.

## Demografie
Bij de volkstelling in 2000 werd het aantal inwoners vastgesteld op 177. In 2006 is het aantal inwoners door het United States Census Bureau geschat op 165, een daling van 12 (-6,8%).

## Geografie
Volgens het United States Census Bureau beslaat de plaats een oppervlakte van 0,4 km², geheel bestaande uit land. Daykin ligt op ongeveer 448 m boven zeeniveau.

## Plaatsen in de nabije omgeving
De onderstaande figuur toont nabijgelegen plaatsen in een straal van 20 km rond Daykin.